# Волица (Давыдовская сельская община)
Волица (укр. Волиця) — село в Давыдовской сельской общине Львовского района Львовской области Украины.
Население по переписи 2001 года составляло 257 человек. Занимает площадь 0,62 км². Почтовый индекс — 81144. Телефонный код — 3230.

## История
В 1946 г. Указом ПВС УССР хутор Вулька-Первая переименован в Волицу.